# ELMO2
La proteína 2 de engrosamiento y motilidad celular es una proteína codificada por el gen ELMO2  en los humanos. Esta involucrado en los reordenamientos citoesqueléticos necesarios para la fagocitosis de células apoptóticas y la motilidad celular, actuando en asociación con DOCK1 y CRK. También puede mejorar la actividad del factor de intercambio de nucleótidos de guanina (GEF) de DOCK1.
La proteína codificada por este gen interactúa con el dedicador de la proteína citocinesis 1. La similitud con una proteína de C. elegans sugiere que esta proteína puede funcionar en la fagocitosis de células apoptóticas y en la migración celular. El empalme alternativo da como resultado múltiples variantes de transcripción que codifican la misma proteína.